# スクサハ
スクサハ（満洲語: ᠰᡠᡍᠰᠠᡥᠠ、ラテン文字転写：Suksaha、漢字：蘇克薩哈、? - 1669年）は、清初の重臣・武人。満洲正白旗の出身。姓はナラ（納喇、あるいは那拉、納蘭）氏（Nara hala）。

## 生涯
スクサハははじめドルゴンに従って軍功をたて、1647年（順治4年）に三等甲喇章京、次いで1650年（順治7年）には三等男の爵位を授かり、翌年には議政大臣に任命された。1655年（順治12年）より湖南で劉文秀等を討ち、その功によって二等子を授かった。
順治帝が1661年に崩御した際、康熙帝を補佐するよう任命された4人の輔政大臣の一人となる。輔政大臣4人を地位の高い順に並べると、ソニン、スクサハ、エビルン、そしてオボイであった。幼い頃にドルゴンの権勢に圧倒されていた順治帝は、自分の後継者である康熙帝が同様の苦難を受けることのないよう、権力を分散させ互いに牽制させるため4人を任命したものと見られる。しかし、4人は互いの利権を巡って相争うことになり、老年かつ最高位のソニンによりかろうじて微妙な均衡が保たれることになった。
1667年（康熙6年）にソニンが死去すると、まもなくオボイの勢力が他を圧倒し、覇権を握るようになった。オボイとスクサハは特に関係が悪かったので、身の危険を感じたスクサハは「遵化に行き、先帝の陵墓を守りたい」と言って官を辞そうとした。この時点で輔政大臣のうち最も地位の高かったスクサハが辞任すると、オボイも輔政大臣であり続ける根拠を失うため、オボイはスクサハに対して24箇条もの罪状を讒言した。はじめ、康熙帝はその讒言を受け入れなかったが、最終的にオボイによって脅される形でその讒言を受け入れた。スクサハは絞首刑となり、一族もろとも処刑に追い込まれた。
後に康熙帝によってスクサハの名誉は回復され、世職は蘇常寿が継いだ。

## 伝記史料
- 『清史稿』蘇克薩哈伝